# ويليام سيسيونس
ويليام إس سيسيونس (بالإنجليزية: William S. Sessions)‏ ولد في (27 مايو1930)، عمل مديرًا لمكتب التحقيقات الفيدرالي في الولايات المتحدة.